# وسائل إعلام ديمقراطية

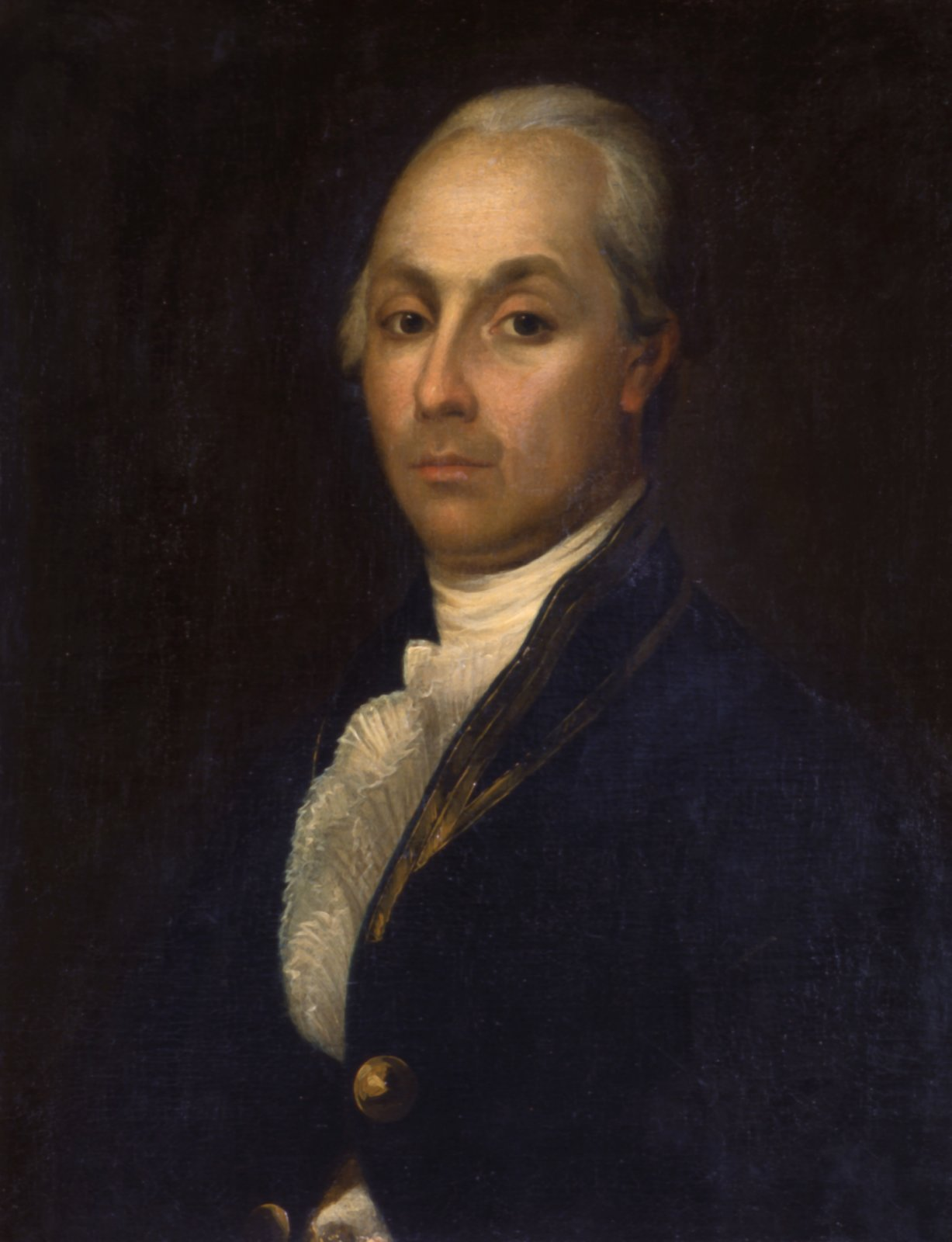

وسائل الإعلام الديمقراطية هي أحد أشكال المنظمات الإعلامية التي تبذل قصارى جهدها لجعل مبادئ الديمقراطية أمرًا رئيسيًا ليس فقط عند إنتاج المحتويات، ولكن كذلك عند تنظيم المشروع بشكل كامل.

## تعريف المصطلح
مصطلح وسائل الإعلام الديمقراطية هو مفهوم تنظيم وسائل الإعلام عبر الخطوط الديمقراطية بدلاً من الخطوط التجارية و/أو الأيديولوجية بشكل صارم. ومثل فكرة الديمقراطية ذاتها، تبحث وسائل الإعلام الديمقراطية عن الشفافية والشمولية والشخص الواحد له صوت واحد وغير ذلك من المفاهيم الرئيسية للديمقراطية كمبادئ للعمل، "هذا نوع من أنواع وسائل الإعلام التي يكون هدفها الرئيسي توفير المعلومات والاتسام بالانفتاح والاستقلالية ويمكن أن تخضع للمحاسبة.
ويتعارض ذلك مع فكرة أن وسائل الإعلام يجب أن تتم إدارتها من خلال العمليات التجارية ومن خلال جدول أعمال للمساعدة على تحقيق الأرباح من خلال توفير الإعلام، وحيث تعكس وسائل الإعلام آراء وقيم المالك و/أو المعلنين. كما أنه يتعارض كذلك مع العمليات التي تديرها الدولة حيث تعكس وسائل الإعلام قيمة نظام الدولة ذاته. ويحدد إدوارد إس هرمان ما يعتقد أنه الشكل الذي يجب أن تأخذه وسائل الإعلام الديمقراطية
| وسائل إعلام ديمقراطية | A democratic media can be identified by its structure and functions. In terms of structure, it would be organized and controlled by ordinary citizens or their grass roots organisations....As regards function, a democratic media will aim first and foremost at serving the informational, cultural and other communications needs of members of the public which the media institutions comprise or represent. | وسائل إعلام ديمقراطية |

## خلفية المصطلح
تنبع فكرة وسائل الإعلام الديمقراطية من الاعتقاد بأن وسائل الإعلام تمثل جزءًا مهمًا من المجتمع الديمقراطي؛
| وسائل إعلام ديمقراطية | First, media perform essential political, social, economic, and cultural functions in modern democracies. In such societies, media are the principal source of political information and access to public debate, and the key to an informed, participating, self-governing citizenry. Democracy requires a media system that provides people with a wide range of opinion and analysis and debate on important issues, reflects the diversity of citizens, and promotes public accountability of the powers-that-be and the powers-that-want-to-be. | وسائل إعلام ديمقراطية |

وبالتالي، فإنه إذا كانت وسائل الإعلام أمرًا ضروريًا للديمقراطية، فإن وسائل الإعلام الديمقراطية تقول إن وسائل الإعلام ذاتها يجب أن يتم تنظيمها عبر خطوط مختلفة للأشكال الحالية؛&lt;ref name=bostrview /&gt;
| وسائل إعلام ديمقراطية | The evidence is clear: if we want a media system that produces fundamentally different results, we need solutions that address the causes of the problems; have to address issues of media ownership, management, regulation, and subsidy. Our goal should be to craft a media system that reduces the power of a handful of enormous corporations and advertisers to dominate the media culture. | وسائل إعلام ديمقراطية |

ومازالت فكرة وسائل الإعلام الديمقراطية في مهدها كما ذكر كارول وهيكيت، 2006 حيث يطلقان عليها اسم «نشاط وسائل الإعلام الديمقراطية»، إلا أن الفكرة لها جذور أقدم من ذلك. ففي كتاب «انتصار السوق: مقالات حول الاقتصاد والسياسة والإعلام» (Triumph of the Market: Essays on Economics, Politics, and the Media)، كتب إدوارد إس هرمان أن وسائل الإعلام الديمقراطية كانت شرطًا للديمقراطية؛
| وسائل إعلام ديمقراطية | A democratic media is a primary condition of popular rule, hence of a genuine political democracy. Where the media are controlled by a powerful and privileged elite, whether of government leaders and bureaucrats or those of the private sector, democratic political forms and some kind of limited political democracy may exist, but not genuine democracy. | وسائل إعلام ديمقراطية |

وقد تم استخدام هذا المصطلح للإشارة إلى مجموعة من مشروعات الإعلام الجديد من ويكيبيديا to the Indymedia movement to describe how it saw itself;
| وسائل إعلام ديمقراطية | Indymedia is a democratic media outlet for the creation of radical, accurate, and passionate tellings of truth. | وسائل إعلام ديمقراطية |

وتختلف وسائل الإعلام الديمقراطية عن المفاهيم المشابهة (والمرتبطة بها) مثل وسائل إعلام المواطنين وديمقراطية وسائل الإعلام ووسائل الإعلام المستقلة (المعروفة كذلك باسم وسائل الإعلام البديلة)، حيث إنها تركز بشدة على تنظيم مشروع وسائل الإعلام بنفس قدر التركيز على المحتوى. (ملاحظة: يعني هذا التعريف أن مشروع وسائل الإعلام المستقلة أو وسائل إعلام المواطنين يمكن أن يكون كذلك مشروعًا لوسائل الإعلام الديمقراطية، إلا أن كونه مشروعًا لوسائل الإعلام المستقلة أو لوسائل إعلام المواطنين لا يعني أنه يكون شكلاً تلقائيًا من أشكال وسائل الإعلام الديمقراطية. وهو يعني كذلك أنه يمكن أن يكون هناك مشروع يروج لمفاهيم ديمقراطية الإعلام دون أن تكون هي ذاتها شكلاً صريحًا من أشكال وسائل الإعلام الديمقراطية.) ولكي يتم اعتبار المشروع الإعلامي على أنه من وسائل الإعلام الديمقراطية، يجب أن يتسم بالسمات التالية (أو أن يسعى جاهدًا إلى تحقيقها):
- النشر المفتوح
- الشفافية (العلوم الإنسانية)
- المحاسبة
- الوصول المفتوح (النشر)
- غير تجاري